# Lorin Maazel
Lorin Varencove Maazel (Neuilly-sur-Seine, Francuska, 6. ožujka 1930. –  Castleton, Virginia, 13. srpnja 2014.)  bio je američki dirigent, violinist i skladatelj. 

## Mladost
Lorin Maazel rođen je u Neuilly-sur-Seine u širem području Pariza u Francuskoj od američkih roditelja, a odrastao je u Sjedinjenim Državama. Porijeklom iz glazbene obitelji (njegov djed Isaac bio je violinist u orkestru Metropolitan Opere), Maazel je bio čudo od djeteta. Već je dobi od sedam godina učio dirigiranje kod Vladimira Bakalejnikova, a s osam godina debitirao je kao dirigent. U svojoj jedanaestoj godini, gostovao je na radiju kao dirigent orkestra NBC-a, dok je kao dvanaestgodišnjak dirigirao važnijim orkestrima na turneji po Americi. S petnaest godina debitirao je kao violist. Poslije je studirao na Sveučilištu u Pittsburghu.

## Karijera
Godine 1960., bio je prvi Amerikanac koji je dirigrao u Bayreuthu. Bio je glavni dirigent u Deutsche Oper Berlin od 1965. do 1971., i Berlinskog radijskog simfonijskog orkestra od 1965. do 1975.
Godine 1972., naslijedivši Georgea Szella, postao je glazbeni direktor Clevelandskog orkestra. Maazelova emocionalna, raskošna interpretacija glazbe uvelike se razlikovala od Szellovoga karakterističnoga i jasnoga stila. Jedna od njegovih najznačajnijih snimki u to je doba bila prva cjelovita stereo snimka Gershwinove opere Porgy and Bess, s cjelokupnim afroameričkim ansamblom (osim zbora). Na tom je položaju bio do 1982. Od tada nije dirigirao u Clevelandu, jer se previđeni angažman 2006. nije ostvario zbog bolesti.
Od 1982. do 1984. bio je u Bečkoj državnoj operi generalni menadžer i glavni dirigent. 1980. naslijedio je Willija Boskovskog kao dirigent Novogodišnjeg koncerta Bečkih filharmoničara do 1986., i kasnije 1994., 1996., 1999. i 2005. Osim novogodišnjih koncerata, Maazel je u Beču redovito nastupao s Bečkim filharmoničarima u njihovim koncertnim sezonama.    
Od 1984. do 1988., bio je glazbeni savjetnik Pitsburškog simfonijskog orkestra, i glazbeni direktor od 1988. do 1996. Od 1993. do 2002., glavni je dirigent Bavarskog simfonijskog orkestra u Münchenu.
Godine 1989., kada je očekivano mjesto nasljednika Herberta von Karajana kao glavnog dirigenta Berlinske filharmonije umjesto Maazelu dodijeljeno Claudiu Abbadu, javno je i naglo prekinuo sve veze s tim orkestrom.
Godine 2000., nakon dvadesetgodišnje odsutnosti, gostovao je u Njujorškoj filharmoniji, što je naišlo na pozitivne reakcije orkestarskih glazbenika. Taj angažman doveo je 2001. do njegovog imenovanja glazbenim direktorom orkestra kao nasljednikom Kurta Masura. Maazel je 26. veljače 2008. Njujoršku filharmoniju vodio u istaknutom posjetu Pjongjangu, u Sjevernoj Koreji. Orkestar je tada izveo sjevernokorejsku i američku himnu, Dvořákovu Simfoniju br. 9,  Gershwinovog Amerikanca u Parizu, i završno, tradicionalnu korejsku narodnu pjesmu "Arirang". Maazel je s položaja u Njujorškoj filharmoniji odstupio nakon sezone 2008./2009.
Godine 2004., postao je glazbeni direktor Filharmonije Arturo Toscanini. Od rujna 2006., bio je muzički direktor orkestra opere u Ciutat de les Arts i les Ciències u Valenciji. U ožujku 2010., imenovan je sljedećim glavnim dirigentom Münchenskog filharmonijskog orkestra, s početkom angažmana od sezone 2012. – 2013. Iako orkestar nije službeno odredio duljinu početnog ugovora, jedan preliminarni izvještaj u veljači 2010., ukazao je na početni ugovor od tri godine.
Maazel je dirigirao glazbu za tri operna filma - Don Giovanni (1979.), Carmen (1984.), i Otello (1986.). Njegove vlastite kompozicije uključuju operu 1984, temeljenu na istoimenom romanu Georgea Orwella. Austrijska poštanska marka s Maazelovim likom, koja ga prikazuje kao dirigenta Novogodišnjega koncerta Bečkih filharmoničara, izdana je 2005. Maazel i njegova žena Dietlinde Turban vode ljetnji glazbeni festival nazvan Castleton Festival na svom imanju od 2,4 km² Castleton u Virginiji.
Objavio više od 300 muzičkih izdanja, zajedno s kompletnim ciklusima Beethovena, Brahmsa, Mahlera, Sibeliusa, Rahmanjinova, i Čajkovskog. Osim engleskim savršeno je vladao francuskim, njemačkim i talijanskim jezikom.
Lorin Maazel preminuo je od posljedica upale pluća 13. srpnja 2014. u svom domu u Castletonu u američkoj saveznoj državi Virginia.

## Obitelj
Maazel se ženio tri puta. Prva dva braka, za pijanstice Miriam Sandbank i Israelu Margalit, završili su razvodom. Njegova je treća žena njemačka glumica Dietlinde Turban. Imaju dva sina, Leslieja i Orsona, i kćer Taru. 
Njegov otac, glumac Lincoln Maazel (1903. – 2009.), glumio je u horor filmu Georgea A. Romera Martin, dok je njegova majka, Marie Barnet Maazel, osnovala Pittsburgh Youth Symphony.

## Vanjske poveznice

### Sestrinski projekti
|  | Zajednički poslužitelj ima još gradiva o temi Lorin Maazel |

### Mrežna sjedišta
- Službene stranice - maestromaazel.com (engl.)
- www.bach-cantatas.com – Lorin Maazel (životopis) (engl.)
- The New York Philharmonic: Remembering Lorin Maazel  Arhivirana inačica izvorne stranice od 20. listopada 2014. (Wayback Machine)
- Večernji.hr – Branimir Pofuk: »Naš maestro Lorin Maazel bio je jedan od onih velikih ljudi koji svijetu daju smisao«